# Ilia Zaharov
Ilia Zaharov (n. 2 mai 1991, Leningrad, RSFS Rusă, URSS) este un săritor în apă ce a reprezentat Rusia, medaliat olimpic. A participat la 2 ediții ale Jocurilor Olimpice (2012, 2016) în care a câștigat o medalie de aur și o medalie de argint.